# Physica Status Solidi A
Physica Status Solidi A: Applications and Materials Science is een internationaal, aan collegiale toetsing onderworpen wetenschappelijk tijdschrift op het gebied van de natuurkunde. Het is een van de Physica Status Solidi-tijdschriften uitgegeven door Wiley-VCH.